# Lotta Lotass
Britt Inger Liselott Lotta Lotass (Borgsheden, Gagnef, 28 februari 1964) is een Zweeds (toneel)schrijfster. Ze heeft in 2002 een doctoraat van Literatuurwetenschap gehaald op de Universiteit van Göteborg en woont ook sinds 1991 in Göteborg. Op 6 maart 2009 werd ze verkozen tot lid van de Zweedse Academie en nam op 20 december van hetzelfde jaar  zetel 1 in beslag. In 2010 werd zij verkozen tot lid van het Koninklijk Instituut van Wetenschappen en Taalkunde in Göteborg en is tevens lid van de redactieraad van Litteraturbanken.

## Toneelstukken
- Samlarna (2005)
- Dalén (2008)
- Klar himmel (2010)
- Everest (2012)

## Prijzen & Nominaties
- Nöjesguidens pris Göteborg in 2000 voor Kallkällan
- Borås tidnings debutantpris in 2001 voor Kallkällan
- Aftonbladets litteraturpris in 2001
- Genomineerd voor de Augustprijs in 2002 voor Band II Från Gabbro Löväng.
- Eyvind Johnsonpriset in 2004
- Göteborgs-Postens litteraturpris in 2004
- Genomineerd voor de Augustprijs in 2004 voor Tredje flykthastigheten.
- Sveriges Radios Romanpris in 2005 voor Tredje flykthastigheten
- Genomineerd voor de Augustprijs in 2005 voor skymning:gryning.
- Genomineerd voor de Literatuurprijs van de Noordse Raad in 2006 voor skymning:gryning.
- Stina Aronsons pris in 2009

- Bibsys: 69189
- Bibliothèque nationale de France: cb14438474m (data)
- Gemeinsame Normdatei: 132150557
- International Standard Name Identifier: 0000 0001 2024 3358
- Library of Congress Control Number: no2003045717
- Nationale Bibliotheek van Tsjechië: xx0135321
- Nederlandse Thesaurus van Auteursnamen: 240824695
- LIBRIS: 207097
- Système universitaire de documentation: 168940892
- Virtual International Authority File: 39596085
- WorldCat: E39PBJwmYct96tgFw3jyPVWkXd